# Margaret Gowing
Margaret Mary Gowing, nascuda Elliott, CBE, FBA, FRS (26 d'abril de 1921 - 7 de novembre de 1998) fou una historiadora i arxivera anglesa. Va participar en la producció de diversos volums de la History of the Second World War patrocinada oficialment, però va ser més coneguda pels seus llibres, encarregats per l'Autoritat per a l'energia atòmica del Regne Unit, que tractaven la història inicial dels programes d'armes nuclears de Gran Bretanya: Britain and Atomic Energy 1939–1945, publicat el 1964, i Independence and Deterrence: Britain and Atomic Energy 1945–52, publicat el 1974.
A través del seu treball a l'oficina del gabinet del 1945 al 1959, va conèixer personalment moltes de les persones implicades. Com a arxivera historiadora de l'Autoritat per a l'Energia Atòmica del Regne Unit del 1959 al 1966, va tenir accés als papers i arxius oficials dels programes britànics d'armes nuclears. Va ser la primera dona ocupant una càtedra d'història de la ciència de la Universitat d'Oxford, que va ocupar des del 1972 fins a la seva jubilació el 1986. Com a cofundadora junt amb el físic Nicholas Kurti del Contemporary Scientific Archives Centre d'Oxford, va ajudar a garantir-ne la preservació dels manuscrits científics contemporanis.

## Primers anys de vida
Margaret Elliott va néixer el 26 d'abril de 1921 a Kensington, Londres, la més jove de tres fills de Ronald Elliott, enginyer de motors, i de la seva dona, Mabel (Donaldson), professora d'escola. Tenia una germana gran, Audrey, i un germà gran, Donald. La família era pobra; el seu pare va patir, i finalment va morir, de tuberculosi i sovint estava a l'atur, mentre que a la seva mare se li va prohibir treballar com a mestra d'escola després de casar-se. Per tant, la família sovint havia de viure d'una prestació setmanal per malaltia. Per entreteniment, van aprofitar l'entrada gratuïta a galeries d'art, museus i biblioteques. L'experiència directa de pobresa d'Elliot la va portar a convertir-se en una socialista els següents anys de la seva vida. Va assistir a l'escola primària Portobello a North Kensington i va guanyar una beca del London County Council a Christ's Hospital el 1932. Destacava acadèmicament, era prefecte i jugava a hoquei a casa seva.
Elliott va completar el seu certificat escolar el 1936, obtenint distincions en llatí, anglès i francès i un passatge en alemany. Va guanyar una beca Leverhulme Entry a la London School of Economics (LSE), a la qual va ingressar el 1938. El seu assessor en estudis de primer any va ser l'economista Vera Anstey, que va considerar que Elliott tenia "una inclinació decidida per la història econòmica", més tard Elliot va atribuir el seu interès pel tema a les conferències del seu assessor d'estudis de segon any, Eileen Power, que la va instar a seguir una carrera acadèmica. Va guanyar el Gladstone Memorial Prize i la beca Lillian Knowles d'història econòmica el 1939. Més tard aquell mateix any, amb l'esclat de la Segona Guerra Mundial, la LSE va ser evacuada a Oxford, on Elliott es va graduar el 1941 amb una llicenciatura en economia amb honors de primera classe.

## Servei Civil
Les feines acadèmiques en història no eren fàcils de trobar el 1941, de manera que Elliott es va incorporar a la Funció Pública, treballant a la Secció de Preus i Estadístiques de la direcció de Control de la Siderúrgia del Ministeri de Subministraments. Posteriorment, es va traslladar a la Junta de Comerç i a la Direcció d'Activitats per a l'Habitatge, on va ascendir al rang d'Assistent de Direcció, abans de passar al gabinet el 1945. Allà es va implicar en la història oficial de la Segona Guerra Mundial, com a assistent de Keith Hancock, que va ser editor general de la sèrie civil de llibres del Regne Unit dins de la història oficial. Com a historiador oficial de la History of the Second World War: United Kingdom Civil Series, Gowing va tenir accés a documents i arxius oficials inèdits. I va conèixer personalment molts dels polítics i alts funcionaris implicats.
El 7 de juny de 1944, Elliot es va casar amb Donald James Graham Gowing a l'Oficina del Registre de Wimbledon. Aquest era un cantant que també havia assistit a Christ's Hospital abans de guanyar una beca coral al Kings College, Cambridge, el 1939. S'havia unit a la Reserva Reial de Voluntaris Navals el 1941 i servia al quarter general d'operacions combinades. Es van casar poc abans que fos enviat a l'estranger. Se li va ensenyar japonès als Estats Units i va continuar servint al Pacífic com a traductor. La suspensió laboral per matrimoni a Gowing se li va suspendre durant tot el temps i es va permetre a Gowing romandre a la funció pública. Van tenir dos fills, ambdós nens: Nicholas Keith (Nik), periodista que va néixer el 1951 i es feia anomenar posteriorment Hancock, i James, nascut el 1954. El seu marit, frustrat per la seva manca d'èxit professional en comparació amb ella, es va convertir en un alcohòlic i va morir d'un atac cerebral massiu el 1969.
El 1950, Sir Norman Brook va intentar que Gowing fos retinguda a l'oficina del gabinet com a historiadora permanent, però va ser obstaculitzat pel Tresor i la Comissió de Funció Pública. El 1951 se li va dir que no tenia cap possibilitat de ser nomenada al grau de directora, cosa que hauria comportat les prestacions de jubilació. Més tard, va dir que els seus anys al gabinet van ser els més feliços de la seva vida, però va començar a buscar un altre lloc. El 1955 va sol·licitar una càtedra d'història econòmica a Oxford i una plaça de lectora a LSE, però no va tenir èxit. Sir Norman va explotar diverses escletxes administratives per permetre que fos retinguda a l'oficina del gabinet i es va disposar a convertir-la en arxivista de l'oficina del gabinet, però no li va poder oferir una pensió.
La Llei de registres públics de 1958 exigia a tots els departaments governamentals la creació d'arxius i sistemes de gestió de registres. L'Autoritat per a l'Energia Atòmica del Regne Unit (UKAEA) estava nominalment exempta de la llei, ja que era una corporació governamental en lloc d'un departament, però va demanar voluntàriament que s'inclogués sota la llei. Això va crear una plaça a l'UKEAA per a un historiador i arxiver. Gowing va sol·licitar-la i va aconseguir la feina el 1959. Això implicava organitzar sistemes i criteris per a la selecció per a la preservació de registres científics, d'enginyeria i administratius, i escriure la història del projecte atòmic britànic des que havia començat el 1939, UKAEA havia heretat els fitxers d'organitzacions predecessores, inclòs el Tube Alloys Directorate.
En aquest moment, UKAEA donava feina a unes 40.000 persones a oficines, laboratoris i fàbriques repartides per Gran Bretanya. Gowing sabia poc sobre l'energia atòmica; una vegada va remarcar que quan va ser nomenada "no coneixia un àtom d'una molècula". Això es va corregir i es va guanyar el respecte de Sir Christopher Hinton i Sir James Chadwick i es va fer amiga de Nicholas Kurti, Sir Rudolf Peierls i Niels Bohr. En un moment donat, va preguntar a Chadwick què tenia intenció de fer amb tots els documents dels arxivadors de fusta de les seves golfes, i va dir que "cremar-los". Aquests moments atordidors la van portar a ajudar a establir el Centre d'Arxius Científics el 1972.
El primer volum de Gowing, Britain and Atomic Energy 1939–1945, es va publicar el 1964 i va obtenir una àmplia aclamació. Stephen Toulmin va declarar que "encara no ha aparegut cap millor exemple d'història narrativa contemporània de la ciència". Va impulsar a Mark Oliphant a buscar el nomenament d'un historiador a l'Acadèmia Australiana de Ciències de Canberra i a l'oficina del gabinet per encarregar una nova sèrie d'històries oficials en temps de pau el 1966.

## Acadèmia
El 1966, Gowing es va convertir en Lector d'Història Contemporània a la nova Universitat de Kent, Canterbury, que tractava d'història científica, tècnica, econòmica i social. UKAEA la va retenir com a consultora, pagant-li 1.000 lliures anuals durant tres anys. La seva tasca principal era escriure una seqüela de dos volums per a Britain and Atomic Energy 1939-1945 que abastés el període de 1945 a 1952. Per ajudar-lo, UKAEA va incorporar Lorna Arnold de la seva divisió de seguretat i salut el 1967 per convertir-se en l'oficial de registres departamentals (DRO) i en l'historiador adjunt de Gowing. Tot i estar acreditats com a historiadors oficials, l'Atomic Weapons Establishment no els deixava treure les seves notes, de manera que van haver de fer els seus escrits in situ, sota l'atenta mirada del DRO d'Aldermaston. Per arribar-hi, Gowing havia d'agafar el tren cada dia des de Canterbury fins a l'estació de Waterloo de Londres, i després el metro fins a Paddington i el ferrocarril fins a Reading, on Arnold recollia Gowing en el seu cotxe i conduïa fins a Harwell.
Gowing va intentar negociar millors condicions a la Universitat de Kent que permetessin més temps per treballar els llibres, però se li va negar. Va sol·licitar una càtedra vacant d'Història i Filosofia de la Ciència al University College London el 1970, sense èxit. Aleshores, el febrer de 1972, Sir Rudolf Peierls i Nicholas Kurti li van comunicar que la Universitat d'Oxford havia creat una nova càtedra d'història de la ciència, la primera d'aquest tipus en la llarga història de la universitat. No esperava obtenir la càtedra, però Peierls, Sir Frederick Dainton i Hugh Trevor-Roper eren al tribunal de selecció i, al final, van oferir la càtedra d'història de la ciència a Gowing, una dona que no tenia estudis d'història o ciència.
Gowing es va establir al Linacre College. El seu nomenament, tal com va descriure Roy MacLeod, "va donar un cop notable per a la ciència moderna, en contra de la ciència medieval i moderna, i per una lectura de la història que afavoria perspectives socials, econòmiques i polítiques, en contra de l'examen de la pràctica científica". Va pronunciar la seva conferència inaugural, What's Science to History or History to Science? (Què és la ciència per a la història o la història per a la ciència?), el 27 de maig de 1975. En aquesta conferència, va examinar les raons per les quals la història de la ciència s'havia diferenciat d'altres formes d'història i va intentar reconciliar-les i reunir-les de nou. En la seva posterior conferència de Wilkins, el 1976, va examinar la història dels prejudicis britànics contra la ciència que es remuntaven a l'època victoriana.
L'obra de dos volums, Independence and Diserrence: Britain and Atomic Energy 1945–52, finalment va aparèixer el 1974. La publicació dels seus llibres va portar nombrosos reconeixements. Gowing va ser elegida membre de l'Acadèmia Britànica el 1975, i va ser nomenada Comandant de l'Ordre de l'Imperi Britànic (CBE) el 1981. Va rebre doctorats honoris causa en literatura per la Universitat de Leeds el 1976, la Universitat de Leicester el 1982, i Manchester el 1985, i en ciències per la Universitat de Bath el 1987. Quan va ser elegida becària de la Royal Society el 1988 en virtut de les disposicions de l'Estatut 12 de la seva Carta, que permetia l'elecció de no científics que havien fet contribucions destacades a la ciència, es va convertir en la tercera persona a ser membre de l'Acadèmia Britànica i de la Royal Society, després de Sir Karl Popper i Joseph Needham. Gowing mai no va aconseguir escriure una seqüela prevista per a Independence and Deterrence que hauria portat la història fins al 1958, quan es va reprendre la Special Relationship o acord nuclear entre Gran Bretanya i els Estats Units. Més tard, Arnold escriuria tres llibres per omplir aquest buit.
A la dècada de 1980, Gowing va ser administradora del Science Museum de Londres i de l'Imperial War Museum, però, en recordar la seva infantesa, va renunciar a aquest últim en protesta per la introducció de les taxes d'entrada. També va ser síndica de la National Portrait Gallery del 1978 al 1992. Va començar a patir el que probablement era la malaltia d'Alzheimer i es va retirar d'Oxford el 1986, dos anys abans de l'edat oficial de jubilació. Tot i que feia 45 anys que treballava a la Funció Pública i a l'Acadèmia, només en comptaven 27, de manera que no tenia dret a una pensió completa; el seu fill Nik la va acollir i donar suport. Va morir a l'Hospital Kingston de Kingston-upon-Thames el 7 de novembre de 1998. El Museu d'Història de la Ciència d'Oxford té l'arxiu dels seus treballs, presentat per ella el 1991, amb afegits a la seva mort.

## Obres publicades

### Història de la Segona Guerra Mundial: Sèrie Civil del Regne Unit
- British War Economy (with W.K. Hancock; 1952). London: Her Majesty's Stationery Office/Longman's, Green and Co.
- Civil Industry and Trade (with Eric L. Hargreaves; 1952). London: Her Majesty's Stationery Office/Longman's, Green & Co.

### Programes britànics d'armes nuclears
- Britain and Atomic Energy, 1935–1945 (1964) London: Macmillan Publishing.
- Independència i dissuasió: Gran Bretanya i energia atòmica, 1945–52. Volum 1: elaboració de polítiques (assistit per Lorna Arnold). (1974). Londres: Macmillan Publishing ,ISBN 0-333-15781-8 .
- Independència i dissuasió: Gran Bretanya i energia atòmica, 1945–52. Volum 2: Execució de la política (assistit per Lorna Arnold). (1974). Londres: Macmillan Publishing ,ISBN 0-333-16695-7 .